# Troy Bayliss
Troy Bayliss (Taree, 30 de Março de 1969) é um motociclista australiano.

## Carreira

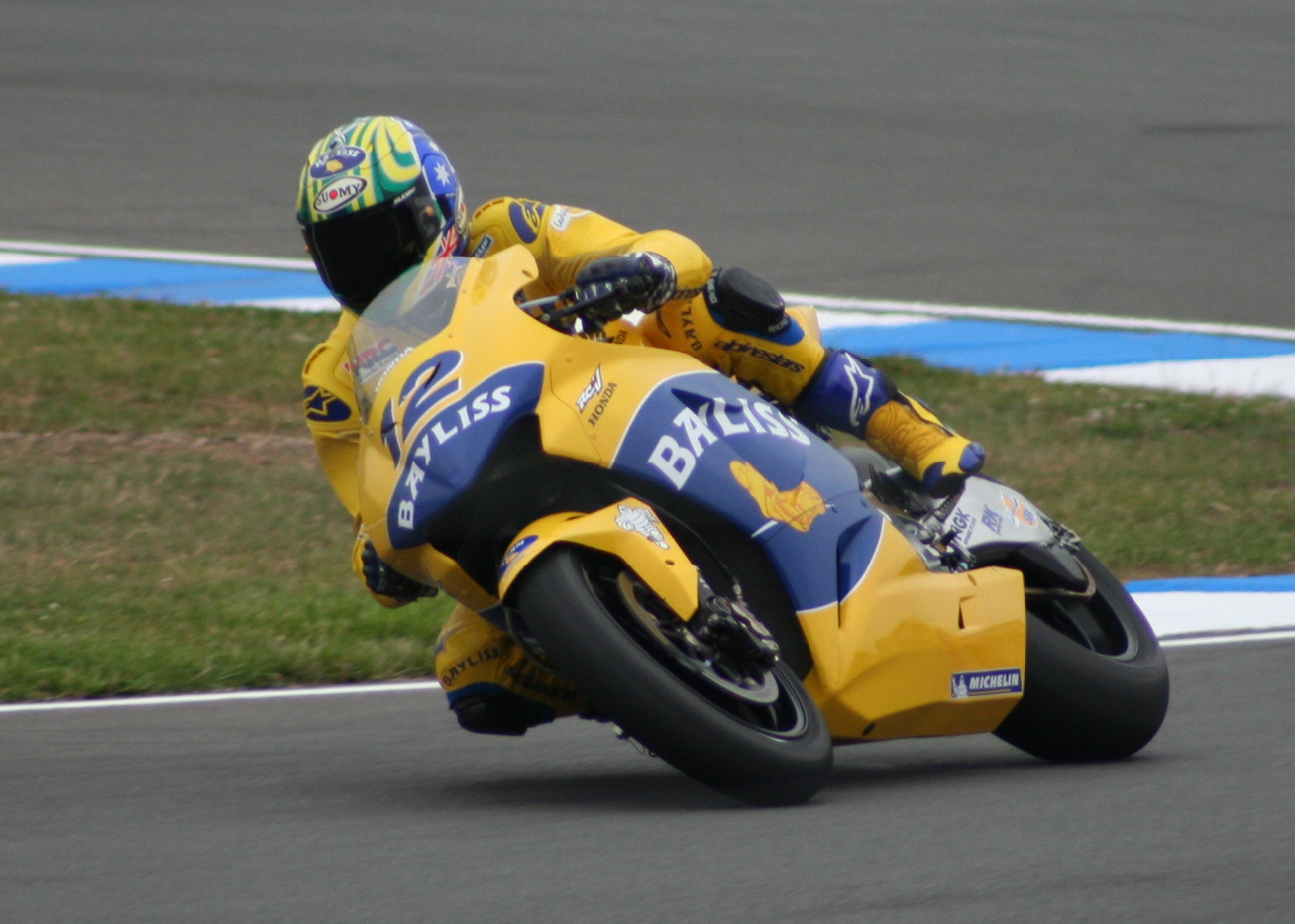
Bayliss na MotoGP em 2005.

Foi campeão três vezes do mundial de Superbike, e uma da Superbike Britânica. Disputou a MotoGP de 2003 a 2005 temporadas completas e uma corrida em 2006, conquistando sua unica vitória na MotoGP. É o segundo maior campeão do Mundial de Superbike com 3 títulos e segundo em vitórias, com 52, perdendo apenas para Carl Fogarty (GBR) com 4 títulos e 59 vitórias.